# 'Ilm al-rijal
La ʿilm al-rijāl (in arabo عِلْمُ الرِّجال‎?), lett. "scienza degli uomini", è una branca di studio della scienza islamica dei ḥadīth.
Dal momento che ogni ḥadīth è composto da due parti - silsila e matn, ovvero "catena (di trasmettitori garanti della tradizione riportata)" e "corpo (della tradizione medesima)" - l'indagine sulla veridicità della tradizione può seguire due distinte linee. L'ultima sarà costituita dall'analisi testuale della tradizione (ragionevolezza, congruità spazio-temporale, e altro) mentre la prima coinvolgerà le personalità espresse dall'isnād, che si sono fatte garanti della trasmissione alle generazioni future del ḥadīth.
L'indagine sugli uomini che risultano aver trasmesso l'informazione, riguarderà la loro precisa identificazione, la loro effettiva esistenza, il livello di moralità di cui godevano nell'opinione pubblica e tra i dotti e la loro predisposizione a riportare correttamente le informazioni ascoltate, la loro memoria, la loro effettiva possibilità di aver ascoltato personalmente il ḥadīth e, semmai, l'aver ricevuto dal loro maestro l'autorizzazione (ijāza) a divulgare quanto ascoltato. 
Tale branca del sapere, teoricamente attinente al solo campo della sharīʿa e alla formazione della sunna, è invece di grande interesse per gli storici, dal momento che essa fornisce utili e talvolta essenziali notizie biografiche su personaggi, la cui rilevanza non è esclusivamente giuridica. Ciò ha condotto gradualmente a una certa qual confusione tra ʿilm al-rijāl e ʿilm al-tarājim, che riguarda esclusivamente l'indagine sulle fonti storiografiche.
Tra le prime opere di tal genere figura il Fihrist (Indice) di Ibn al-Nadim.